# Schwerpunkt-Weiterbildung Neuropädiatrie
Die Schwerpunkt-Weiterbildung Neuropädiatrie ist eine in der Musterweiterbildungsordnung der deutschen Bundesärztekammer von 2018 aufgeführte Schwerpunktweiterbildung für Fachärzte für Kinder- und Jugendmedizin.

## Definition Gebiet Kinder- und Jugendmedizin
Das  Gebiet Kinder- und Jugendmedizin umfasst nach der Definition der deutschen Weiterbildungsordnung für Ärztinnen und Ärzte die Prävention, Diagnostik, Therapie, Rehabilitation und Nachsorge aller körperlichen, psychischen und psychosomatischen Erkrankungen, Verhaltensauffälligkeiten, Entwicklungsstörungen und Behinderungen des Säuglings, Kleinkindes, Kindes, Jugendlichen und Heranwachsenden in seinem sozialen Umfeld von der pränatalen Periode bis zur Transition in eine Weiterbetreuung.

## Mindestanforderung
Um in Deutschland als Neuropädiater/Neuropädiaterin tätig werden zu können, müssen Kinder- und Jugendärzte über die Facharztausbildung hinaus noch 
- eine 24-monatige Weiterbildung in Neuropädiatrie an einer anerkannten Einrichtung durchlaufen (davon können zum Kompetenzerwerb bis zu 6 Monate Weiterbildung in Neurologie und/oder Kinder- und Jugendpsychiatrie und –psychotherapie erfolgen)
- und eine Prüfung ablegen.[2]

Bei der Anmeldung zur Weiterbildungsprüfung müssen der zuständigen Ärztekammer  sämtliche Nachweise über die erfüllten Mindestanforderungen vorgelegt werden. Dazu gehören auch die Logbuch-Dokumentationen über alle durch die MWBO vorgegebenen Inhalte der Weiterbildung.

## Inhalte der Weiterbildung
Bei der Weiterbildungsprüfung muss man darlegen können, dass man Kenntnisse, Erfahrungen und Fertigkeiten unter anderem in folgenden Bereichen erlangt hat:
- Übergreifende Inhalte
  - Diagnostik angeborener Störungen der Motorik und der Sinnesfunktionen sowie assoziierter Erkrankungen
  - Prävention, Diagnostik, Therapie und Rehabilitation von Erkrankungen des zentralen, peripheren und vegetativen Nervensystems, der Muskulatur und bei Entwicklungsstörungen
  - Weiterführende Behandlung von Schmerzerkrankungen, insbesondere Kopfschmerzerkrankungen
  - Basisbehandlung palliativmedizinisch zu versorgender Patienten
- Neuropädiatrische Intensivmedizin
- Neuropädiatrische Erkrankungen
  - Weiterführende Diagnostik und Therapie 
    - angeborener Erkrankungen und Fehlbildungen des Zentralnervensystems und des peripheren Nervensystems
    - infektiöser und autoimmunologischer Erkrankungen des Zentralnervensystems und des peripheren Nervensystems
    - neurometabolischer und degenerativer Erkrankungen
    - vaskulärer Erkrankungen des Zentralnervensystems und des peripheren Nervensystems
    - zerebraler Krampfanfälle und Epilepsien
    - neuromuskulärer und muskulärer Erkrankungen
- Hypoxämie bedingte traumatische und toxische Erkrankungen
- Tumore des Nervensystems
- Entwicklungsstörungen
- Neurorehabilitation
- Untersuchungs- und Behandlungsverfahren.[2]

Die Inhalte der Musterweiterbildungsordnung sind allerdings nur eine Empfehlung für die rechtsverbindlichen Weiterbildungsordnungen der Landesärztekammern, die hiervon abweichende Regelungen treffen können.

## Zusatzweiterbildungen
Neuropädiater haben die Möglichkeit, sich durch Zusatz-Weiterbildung weiter zu qualifizieren.

### Zusatz-Weiterbildungen für Kinder- und Jugendärzte
Es gelten  die Zusatz-Weiterbildungen, welche sich an alle Kinder- und Jugenärzte richten.

### Zusatz-Weiterbildungen für Gebiete der unmittelbaren Patientenversorgung
Darüber hinaus können sich alle Kinder- und Jugendärzte in den Zusatz-Weiterbildungen qualifizieren, die Fachärzten der Gebiete der unmittelbaren Patientenversorgung vorbehalten sind.